# Кухарка женится
Кухарка женится — рассказ Антона Павловича Чехова. Написан в 1885 году, впервые опубликован в 1885 году в «Петербургской газете» № 254 от 16 сентября с подписью А. Чехонте.

## Публикации
Рассказ А. П. Чехова «Кухарка женится» написан в 1885 году, впервые опубликован в 1885 году в «Петербургской газете» № 254 от 16 сентября с подписью А. Чехонте, в 1886 году рассказ печатался в сборнике «Пёстрые рассказы», в 1889 году — в сборнике «Детвора», вошёл в собрание сочинений писателя, издаваемое А. Ф. Марксом.
При жизни Чехова рассказ переводился на болгарский, датский, венгерский, немецкий, польский, румынский, сербскохорватский и чешский языки.

## Критика
Критика не обошла вниманием рассказ. Писатель Л. Е. Оболенский отмечал в рассказе «тонкую наблюдательность, удивительную вырисовку всех действующих лиц двумя-тремя штрихами или словами». К. Арсеньев, в связи с рассказом, писал: «Хорошо удаются автору и очерки детской психологии».
Л. Н. Толстой считал рассказ «Кухарка женится» одним из лучших у Чехова.

## Персонажи
- Гриша, мальчик семи лет;
- Мать Гриши, барыня, хозяйка дома;
- Пелагея, кухарка;
- Данило Семёныч, извозчик;
- Аксинья Степановна, старая нянька.

## Сюжет
Семилетний мальчик Гриша подслушивает и подглядывает, что происходит в доме на кухне. Там находятся кухарка Пелагея, нянька Аксинья Степановна и извозчик Данило Семёныч. Нянька угощает извозчика и уговаривает его выпить рюмку водки, извозчик же отказывается, ссылаясь на работу. Няньке хочется, чтоб Пелагея женилась на извозчике.
Гришу, чтобы он не слушал взрослых разговоров, мать послала учиться в детскую комнату. Мальчик задумывается об увиденном и услышанном. Он не может понять, зачем кухарка и другие люди женятся. По его мнению, жениться надо на богатых людях, но никак не на извозчике с красным носом.
Тем временем Пелагея, вся в волнении, занялась уборкой. Нянька нахваливает ей извозчика, которому ещё нет и сорока лет, а Гриша, гладя на Пелагею, думает, что жениться должно быть совестно.
На другой день опять шли разговоры о женитьбе, при этом мать Гриши сказала, что тот не сможет жить у них, потому что она не хочет, чтобы тот сидел у них на кухне.
В одно воскресное утро началось сватовство. Мальчик увидел на кухне Пелагею в новом ситцевом платье рядом с извозчиком. Их благословил унтер и вся публика ушла во двор. После венчания люди в прачечной пели и играли на гармони, а мамаша сердилась, что из-за свадеб некому ставить самовар. На следующее утро кухарка, как всегда, работала на кухне. Зашедший извозчик поблагодарил барыню и попросил быть им вместо отца-матери. Подглядывающий за всем происходящим, Гриша опять задумался, почему это чужой человек взял в собственность Пелагею. Ему стало обидно за кухарку, ставшей по его разумению, жертвой человеческого насилия. Он взял в кладовой самое большое яблоко и отдал его Пелагее.